# アルヴィン・ミタッシュ
パウル・アルヴィン・ミタッシュ（独: Paul Alwin Mittasch、高地ソルブ語: Pawoł Alwin Mitaš）はソルブ系ドイツ人化学者・科学史家。アンモニア合成触媒開発の初頭における系統的研究によりハーバー・ボッシュ法の開発に貢献したことで知られる。

## 生涯
アルヴィン・ミタッシュは1869年、ザクセン州・オーベルラウジッツにあるソルブ人の村、グロースデザの教師の家庭に、兄1人、姉妹が3人いるうちの4人目の子として生まれた。村の国民学校に通ったのち、 バウツェンの寄宿学校に進学し、1889年に教員養成過程を修了した。その後、父と同じく教員として歩みはじめ、最初の職としてKlix bei Guttauの国民学校に補助教員として3年勤めた。
兄の勧めにより1892年にライプツィヒに移り、ライプツィヒ・クラインツショッハーの地区学校に5年勤めた。そのかたわら、ライプツィヒ大学の聴講生として、歴史、哲学、心理学、自然科学など、さまざまな分野を学んだ。1894年からヴィルヘルム・オストヴァルトのエネルギー論についての講義を受講する。その後、彼は化学への傾倒を深めていく。 姉の経済的支援により、彼は教職を半年間中断して自然科学一般の学習に専念した。それを終えた後は化学研究所の近くにあった学校で教職につき、中等学校の物理および化学教師となることを目指して化学を勉強した。
1901年、ヴィルヘルム・オストヴァルトの物理化学科において、マックス・ボーデンシュタインを指導教員として化学の博士号を得た。ミタッシュは教師としてフルタイム雇用されながらも、1年半でカルボニルニッケルを扱った学位論文を書き上げ、スンマ・クム・ラウデを受賞した。この業績を元にモンドプロセスが開発され、ニッケルの精錬に応用された。彼の研究結果は何十年も経った後でも専門家の参考とされた。しかし、依然として彼は精力的に哲学に取り組んだ。彼はアビトゥーアを通っていなかったため、大学教授資格を得ることができず、彼は産業界へ移ることになる。
長男ハインツ・ミタッシュの死後、彼は1932年に早期退職してハイデルベルクに転居し、執筆活動と音楽、庭仕事に専念した。ミタッシュは政治的人間ではなく、1933年にはナチスに投票したとされるが、ナチスの思想に賛同したことはなかった。1953年、妻のドーラ・ミタッシュ（旧姓イェーガー）と息子のヘルムート・ミタッシュにみとられハイデルベルクにて没する。

## 業績
ミタッシュは1903年、シュトルベルク・バイ・アーヘンで鉱業および鉛・亜鉛製造を営む会社で分析化学者の職を得、すぐに冶金における指導的立場となった。
しかしたった1年後には、かつての指導教員の勧めでBASFへ移り、カール・ボッシュの助手として働き始める。 そこで彼は、窒素を金属窒化物もしくは金属シアン化物のかたちで窒素固定する実験に参加した。1909年、ミタッシュは酸化鉄ベースのアンモニア合成触媒の系統的探索を始め、最適な触媒を求めて最終的におよそ2万もの実験を行った。この結果として見つかった触媒（四酸化三鉄 Fe
3O
4, K
2O, CaO, Al
2O
3, SiO
2）により産業スケールでのアンモニア合成が可能となり、今日でもほぼ変わらず使い続けられている。この大きな貢献により、ミタッシュは1918年に新設されたBASFのアンモニア研究室の長となった。
ミタッシュの貢献は、上述の効率的なアンモニア合成触媒だけにとどまらず、アンモニアの酸化による硝酸合成や、混合酸化物（酸化亜鉛および酸化クロム(III)）触媒による高圧メタノール合成（マティアス・ピアーと共同開発、1923年）、高圧カルボニル処理によるニッケル・鉄を初めとする高純度金属の製造法など多岐にわたる。彼の業績により85の特許が登録されており、それらのほとんどは同僚との共同特許である。
化学者としてのキャリアを終えたあとも、ミタッシュは化学の歴史や科学哲学を扱った多くの著作を執筆しており、それらの分野での業績もテオドール・ホイスを筆頭とする著名人から評価を浴びている。下って1944年には„Chronik meines Lebens“ と題する自伝も執筆している。

## 受賞・表彰歴
その功績と献身から、ミタッシュは数多くの表彰を受けている。1923年にはミュンヘン工科大学から名誉博士号を受けている。1927年にはドイツ化学者協会 からエミール・フィッシャー記念メダルを授与されている。1928年にはベルリン農業大学 から名誉博士号を授与され、1929年にはプファルツ産業連盟から銀等功労賞を、ブンゼン物理化学協会からブンゼン記念金メダルを授与されている。1933年にはリービッヒハウス協会からリービッヒ・ケクレメダルを受賞。1937年には国立科学アカデミー・レオポルディーナ会員に、1939年にはハイデルベルク科学アカデミー 会員に選出される。1942年にはレオポルディーナからカルスメダルを受賞。1949年には、ヴュルテンベルク＝バーデン州 から教授に任命される。  
DECHEMAではアルヴィン・ミタッシュを称え、触媒研究の分野における突出した業績に対し、定期的にアルヴィン・ミタッシュ賞 （旧アルヴィン・ミタッシュ・メダル）を授賞している。彼の名前に因んだものとして、マックスドルフのBASF住宅地にはアルヴィン・ミタッシュ通り、ルートヴィヒスハーフェン・アム・ラインにはアルヴィン・ミタッシュ・プラッツおよびアルヴィン・ミタッシュ公園が存在する。

## 著作
- Chemische Dynamik des Nickelkohlenoxyds (Dissertation). In: Zeitschrift für physikalische Chemie. 1902, 40, S. 1–88.
- mit E. Theis: Von Davy und Döbereiner bis Deacon. Ein halbes Jahrhundert Grenzflächenkatalyse. 1932.
- Kurze Geschichte der Katalyse in Praxis und Theorie. 1939.
- Lebensprobleme und Katalyse. 1947.
- Von der Chemie zur Philosophie. Ausgewählte Schriften und Vorträge. 1948. (mit Autobibliographie)
- Geschichte der Ammoniaksynthese. Verlag Chemie, Weinheim 1951.
- Salpetersäure aus Ammoniak. 1953.
- Erlösung und Vollendung. Gedanken über die letzten Fragen. 1953.